# Cristo Redentor de El Encanto
Es cultura de Panamá. 
El Cristo Redentor de El Encanto, es una obra del escultor Edgar Urriola Espino, construida en granito y cemento blanco, de 21 pies de altura y con peso de ocho toneladas. Ubicada en la finca de Los Lagos de El Encanto, Calle El Encanto, Capirita, El Valle, Panamá.
Se inició la construcción en octubre del 2007 y se terminó en febrero del 2008.
- Datos: Q8464344